# Łyżka stołowa

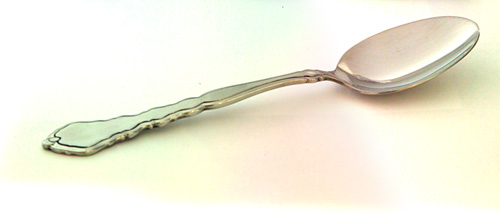
Łyżka stołowa

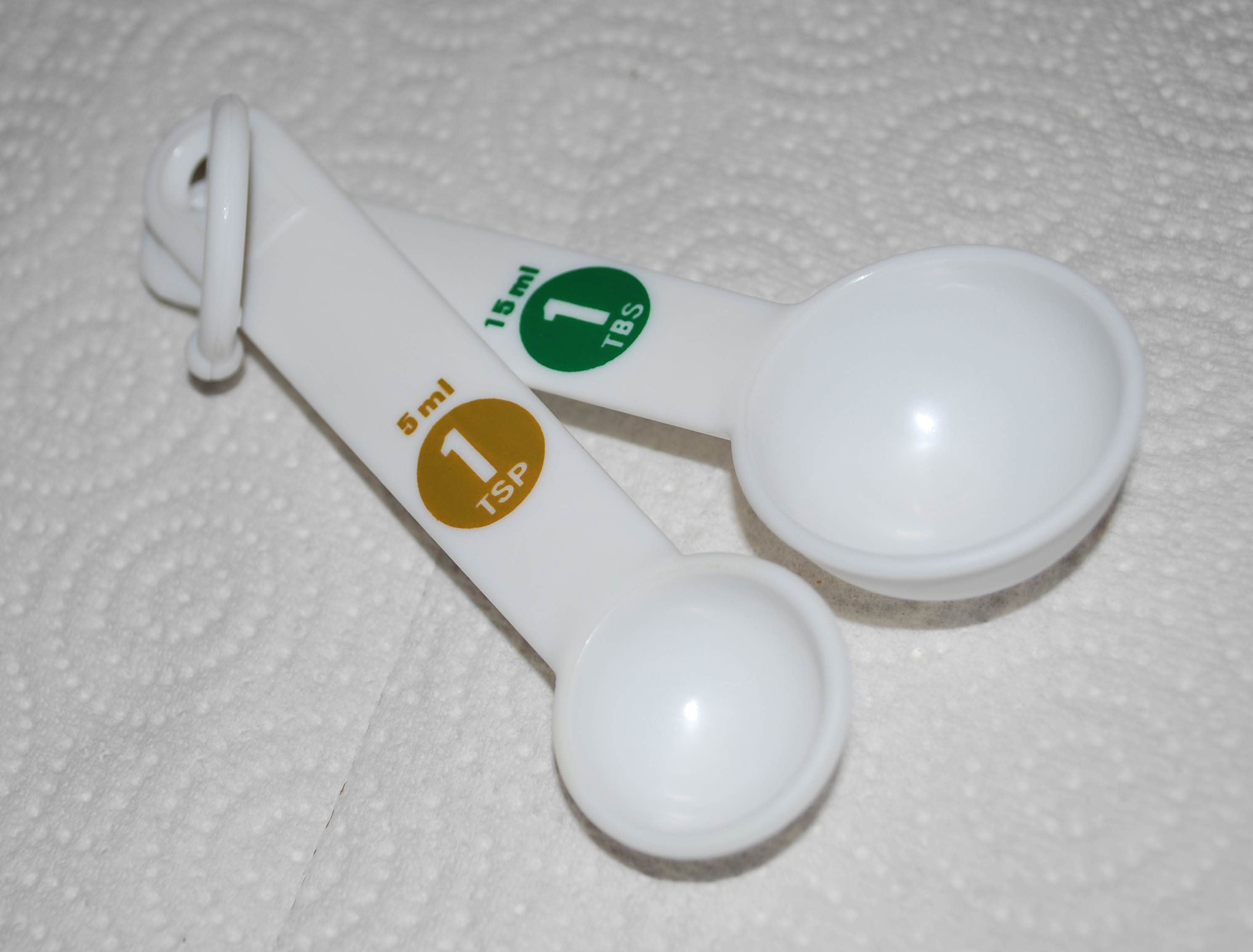
Łyżki miarowe z tworzywa sztucznego: łyżka stołowa 15 ml (TBS) i łyżeczka do herbaty 5 ml (TSP)

Łyżka stołowa – jeden z przyborów ręcznych wchodzących w skład sztućców, element zastawy stołowej w postaci niewielkiej eliptycznej lub jajowatej miseczki o wymiarach pozwalających na zmieszczenie się w ustach, osadzonej na wygiętym trzonku; najstarszy ze sztućców, znany od czasów prehistorycznych, a ponad wszelką wątpliwość udowodniono jego stosowanie już ok. 1490 r. p.n.e. 
Łyżka początkowo wykonywana z drewna , później z metalu, ostatnio także z tworzyw sztucznych. Dawniej bywała zdobiona lub opatrywana napisami, współcześnie wykonywana w najprostszej ergonomicznej formie. Łyżki i inne elementy zastawy stołowej na okrętach, w klubach oficerskich itp. posiadały bite znaki przynależności i są zbierane przez kolekcjonerów.
W kuchni „łyżka stołowa” jest również jedną ze zwyczajowych jednostek objętości oraz, pośrednio, także jednostek masy, a także miarką do ich odmierzania. Jest jedną z jednostek używanych w przepisach kulinarnych, ale także w innych recepturach stosowanych w gospodarstwie domowym. W przypadku produktów sypkich stosowane są m.in. takie określenia, jak: „płaska łyżka stołowa” lub „z czubem”. Podobnie w domowej aptece jest jednostką do odmierzania lekarstw.
1 płaska łyżka stołowa = ok. 15 ml (cm³) = ok. 10 g mąki
Dokładne wagi łyżki różnych produktów znajdziesz na stronie: jednostki miar stosowane w gospodarstwie domowym.